# Oxycilla tripla
Oxycilla tripla là một loài bướm đêm trong họ Erebidae.